# Komet LINEAR 25
Komet LINEAR 25 ali 221P/LINEAR je periodični komet z obhodno dobo okoli 6,5 let.

 Komet pripada Jupitrovi družini kometov .

## Odkritje
Komet so odkrili 9. maja 2002 v programu LINEAR (Lincoln Near-Earth Asteroid Research).